# Elezioni legislative nel Principato di Monaco del 2013
Le elezioni legislative nel Principato di Monaco del 2013 si tennero il 10 febbraio per il rinnovo del Consiglio nazionale; in seguito all'esito elettorale, l'indipendente Michel Roger fu confermato Ministro di Stato.
Horizon Monaco ottenne la maggioranza relativa dei voti e si aggiudicò 20 dei 24 seggi in palio; l'affluenza fu del 74%.

## Risultati
| Liste             | Voti    | %     | Seggi |
| ----------------- | ------- | ----- | ----- |
| Horizon Monaco    | 56 472  | 50,34 | 20    |
| Unione per Monaco | 43 743  | 38,99 | 3     |
| Rinascimento      | 11 964  | 10,67 | 1     |
| Totale            | 112 179 | 100   | 24    |